# Ayağıbüyük, Sungurlu
Ayağıbüyük là một xã thuộc huyện Sungurlu, tỉnh Çorum, Thổ Nhĩ Kỳ. Dân số thời điểm năm 2010 là 174 người.